# 春日市民図書館
春日市民図書館（かすがしみんとしょかん）は、福岡県春日市に位置する市立図書館。春日市ふれあい文化センターの建物内に所在する。2004年4月に、子どもの読書活動優秀実践図書館として、表彰をうけた。

## 沿革
1924年4月の春日市がまだ村であった頃、村の公民学校内に村立図書館が設置された。その後の昭和年間には、公民館図書室として設置され続けてきたが、本格的な図書館はなかった。1983年時点の図書室の蔵書冊数は、わずかに1万3,500冊程度であった。人口の増加に伴って、既存の施設では十分な図書館サービスが行えなくなり、図書館設置のニーズが高まった。1981年に策定された『春日市総合計画』では、「図書館建設を検討し、早急な建設に努める。それまでの間は、公民館図書室や移動図書館を充実させる」旨が明記され、1984年に行われたアンケート調査「明日の春日市を考える市民の意識調査」では、回答者の3人に一人が図書館の設置を求めていた。
一方で、同時期には市庁舎や中学校の新築工事が進んでいたため、市議会でも加速した図書館の話題が具体的な計画にまとまることはなかった。とはいっても、公民館図書室は、飛躍的に充実した。1万4000冊弱しかなかった蔵書が、1993年時点では9万8000冊に拡大し、図書室スペースも広がった。
市の大規模工事が終了して間もない、1990年5月に「春日市図書館計画審議会」が立ち上げられると、施設・組織についての具体的検討が始まった。別の建物として検討されていた生涯学習センターや市民ホールと図書館を合築させる計画が、翌年2月に基本計画として答申され、定められた。1992年4月、生涯学習センター準備室が始動し、1993年10月からは移動図書館の運用が始まった。同年から、図書館建物の建設も始まり、1995年4月、春日市民図書館が春日市ふれあい文化センター内に開館した。

### 運営体制
開館当初、図書館を含めた施設全体の運営が、財団法人春日市文化スポーツ振興公社に委託されていた が、2002年4月からは市が直接、管理・運営をするようになり、2012年4月から窓口業務の委託を開始した。
2016年12月13日、市長は初めて、2018年度から業務のすべてを指定管理者制度を使って、民間に丸投げする方針を示した。市長は「経費削減ではなく市民サービスの向上が目的」と抗弁した。市長が方針を公言してわずか3か月後の、2017年3月24日に開催された定例会で、図書館の運営を指定管理者に行わせるために必要な条例改訂 が、原案通りに可決された。
指定管理者は、プロポーザル方式で選定されたが、公募に応じたのは図書館流通センター（TRC）1社のみであった。TRCは、候補者として選ばれるのに必要な評価の最低獲得点数（60パーセント）を19ポイントを上回り、1社のみが候補者として選出された。TRCを指定管理者の候補者とした議案は、2017年9月25日に行われた平成29年第3回定例会の5日目で、賛成多数のために可決された。

## 図書館サービス

### 貸出と予約
貸出サービスは、春日市に在住・通勤・通学する人と、相互利用協定が締結されている福岡県内16の市町に在住する人を対象に行っている。貸出には春日市民図書館利用カードが必要となる。
図書資料の貸出は、かつては無制限（2週間）であったが、2005年4月から、一人最大10冊（2週間）に制限された。視聴覚資料の貸出点数は、一人最大3点までであるが、2008年3月に貸出期間が1週間から2週間に延長された。2015年4月から、貸出資料の期間延長サービスを開始した。貸出延長サービスでは予約されていない貸出資料の期間を、一度だけ2週間延長できる。
他の利用者によって貸し出されている資料は、図書資料については10冊まで、視聴覚資料については1点まで、予約を掛けることができる。予約は図書館内からできるほか、2006年7月からは、図書館ウェブサイトからでも行えるようになった。

### レファレンスサービス
「しらべものサービス」と称して、レファレンスサービスを市民に提供している。また、2008年10月から行政支援サービスを、2010年12月からは議会支援サービスをそれぞれ開始している。「行政支援サービス」「議会支援サービス」は、行政や議会の要請に従って、業務に関連した様々な情報を提供するサービスである。

### 開館日と開館時間
休日でない毎週月曜日などを休館日と定め、それ以外の火曜日から日曜日に開館している。
休館日
毎週月曜日（その日が休日に当たるときを除く）
年末年始（12月28日から翌年1月4日まで）
館内整理日（毎月最終木曜日。ただし、その日が休日に当たるときは、その翌日）
特別整理期間（毎年15日以内）
開館時間
日曜日と火曜日から木曜日 - 午前10時から午後6時まで
金曜日と土曜日 - 午前10時から午後8時まで

### 相互利用協定
2000年7月17日に締結され、2001年4月から発効した「福岡都市圏図書館等広域利用」に参加している。春日市の住民と以下に挙げる16市町の住民は、お互いの図書館から図書館資料を借りることができる。春日市民図書館の貸出冊数の内、2割近くが16市町の住民によるものである。
- 福岡市
- 筑紫野市
- 大野城市
- 太宰府市
- 那珂川市
- 古賀市
- 宇美町
- 篠栗町
- 志免町
- 須恵町
- 新宮町
- 久山町
- 粕屋町
- 宗像市
- 福津市
- 糸島市

## 建物
図書館建物は、地下1階地上2階の鉄筋コンクリート造であり、総工費はおよそ70億円である。内、開架書架は1階だけにあり、2階と地下1階は、事務所や閉架書庫、機械室などが占めている。

## 移動図書館
移動図書館車「たんぽぽ号」を運用している。移動図書館の導入に際しては、「市域が狭い」「昼間人口が少ない」という理由から不要論もあったが、審議会の答申で、図書館サービスに移動図書館は必要不可欠であるとの文言があったことから決定した。
図書館開館の1年半前、1993年10月から移動図書館車「たんぽぽ号」の運行が始まった。図書館の宣伝を狙って、開館以前から運行を開始した戦略は功を奏し、貸出冊数が当初予想を超える結果を収めた。2003年2月4日と2016年3月1日に車両の更新が行われ、2018年現在走っている移動図書館車は3代目である。

## 註釈
1. ↑  図書館部分